# August Granholm

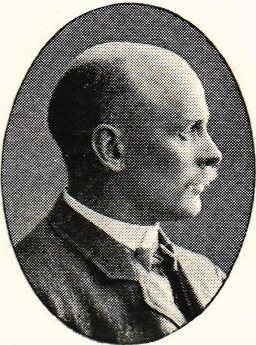
August Granholm

August Granholm, född 26 februari 1865 i Agunnaryds församling, Kronobergs län, död 7 juli 1935 i Växjö, var en svensk psykiater.
Granholm blev student vid Stockholms högskola 1887, vid Uppsala universitet 1890, medicine kandidat vid Karolinska institutet i Stockholm 1896 och medicine licentiat där 1902. Han var underläkare vid Kristinehamns hospital 1903–05; biträdande läkare vid Växjö hospital 1906 och vid Kristinehamns hospital 1906–08, blev hospitalsläkare vid sistnämnda hospital 1908, samt överläkare vid Piteå hospital och asyl 1914 och vid Växjö hospital 1924.